# 平井政遒
平井 政遒（ひらい まさかつ / まさる、1865年5月31日（慶応元年5月7日） - 1950年（昭和25年）9月25日）は、明治期から昭和期にかけての内科医。日本陸軍軍医、最終階級は陸軍軍医総監（中将相当）。日本赤十字社病院院長、宮内省御用掛。若狭国小浜藩出身。

## 生涯
1865年5月31日（（旧暦）慶応元年5月7日）、小浜藩典医平井三琢の長男として福井の雲浜村に誕生する。1876年に東京外国語学校入学。1889年（明治22年）度東京帝国大学医科大学を首席で卒業、同期には山極勝三郎・田代義徳・入沢達吉等がいる。卒業後陸軍軍医となり、日清戦争に従軍した後、1896年（明治29年）12月『明治二十七八年役陸軍衛生事蹟』編纂委員、陸軍薬局方（第二版）編纂委員、陸軍衛生会議委員等を歴任した。その間、1896年（明治29年）ニコライ2世 (ロシア皇帝)戴冠式に出席する 山縣有朋に随行し、ヨーロッパを歴訪、1897年（明治30年）軍事衛生を研究するためドイツ留学を認められ、1899年（明治32年）に帰国した。日露戦争時には東京予備病院長となり傷病兵治療に従事した。
1906年（明治39年）7月日本赤十字社病院副院長（内科担当）に就任し、森林太郎陸軍医務局長の強い推薦により1914年（大正3年）同病院長となった。1915年（大正4年）軍医総監に昇任し、1920年（大正9年）休職を命じられ、5月予備役に編入、12月宮内省御用掛を仰せつかった。戦後も雑誌への記事掲載を行っている。

## 栄典
位階
- 1919年（大正8年）8月11日 - 正四位[11]

勲章等
- 1912年（大正元年）8月1日 - 韓国併合記念章[12]
- 1915年（大正4年）
  - 11月7日 - 銀杯一組[13]
  - 11月10日 - 大礼記念章（大正）[14]
- 1940年（昭和15年）8月15日 - 紀元二千六百年祝典記念章[15]

外国勲章佩用允許
- 1896年（明治29年）10月28日 - ロシア帝国：神聖アンナ第三等勲章[16]

## エピソード
- 宮中某重大事件[17]

1921年（大正10年）、裕仁親王（当時皇太子、のちの昭和天皇）の妃に内定していた久邇宮良子女王（のちの香淳皇后）について、家系に色盲の遺伝があるとして、元老山縣有朋らが女王及び同宮家に婚約辞退を迫った所謂『宮中某重大事件』がおきた。ことの発端である良子女王の兄久邇宮朝融王が、学習院の身体検査において色弱だったことが発見され、このことを山縣に告げたのが、宮内省御用掛であると共に山縣の顧問医を勤め、又山縣側近四天王の一人と言われた平井政遒だと言われている。平井は中村宮内大臣に諮り、石黒忠悳から貞明皇后（大正天皇皇后）に色盲についてそれとなく吹き込まさせ、上野で開かれた日本教育博覧会において皇后御前で平井に『恐るべき色盲症』と題した講演を行わせ、皇后の不安をつのらせた。

## 論文・著作
- 「中外医事新報(413)」 P7「廿三歲男子ニ於ケル原發性肝臟癌轉移性肺臟癌ノ一例 平井政遒」（日本医史学会 1897年6月）
- 「中外医事新報(538)」 P1「麻拉里亞ニ後發シタル腦脊髓散在性硬化症ノ一例 平井政遒・志賀樹太郞」（日本医史学会 1902年8月）
- 「中外医事新報(563)」 P1192「生理的蛋白尿ニ就テ 平井政遒・楠瀨正俊」（日本医史学会 1903年9月）
- 「神経学雑誌 1(2)」 P56「内科學 麻拉里亞性散在性硬化症 平井政遒」（日本神経学会事務所 1902年6月）
- 「神経学雑誌 20(6)」 P323「ウェルニッケー氏上部出血性腦灰白質炎ノ剖檢例ニ就テ 平井政遒・佐藤淸」（日本神経学会事務所 1921年7月）
- 「日本医事新報(1304)」 P21「わが師わが友 石黑忠悳先生 平井政遒」（日本医事新報社 1949年4月）
- 「橋本綱常先生」「平井政遒氏」の項（日本赤十字社病院 1936年）

## 家族
- 父・平井三琢（1790年） ‐小浜藩の典医。[18]
- 妻・くま（1873年生） ‐ 元亀山藩士・近藤幸止の娘。父近藤幸止（努、百助、1843－1909）は亀山藩家老の次男に生まれ、岩倉使節団に同行して渡米し帰国後内務官僚となり、同省庶務局権少書記官時代の1881年には新設された獨逸学協会の会員となって同会の出版人を務め、山口県、新潟県、茨城県の大書記官（現在の副知事）を務めた[19][20]。新潟時代には同県有志教育会会長となり、1886年には成瀬仁蔵らと新潟女学校設立発起人に名を連ねるなど、洋行帰りの官僚として明治前期の英学教育に貢献した[21]。幸止の父・近藤幸殖（鐸山、織部、1813－1890）は、平巌几兮の二男に生まれ、亀山藩家老・近藤幸孝の養嗣子となり[22]、1850年に家老に就き、藩の兵制改革に着手、禁門の変への関与を幕府に疑われて一時幽閉されたが、1868年に軍事奉行として復帰、維新後1869年に大参事となった[23]。幸殖の妻・近藤捨子は幸孝と京の医師・山脇道作[24][25]の娘お通との子で、佐々木弘綱門下の歌人として知られた[26]。幸止の長男でくまの兄・近藤止敬は資産家[27]。
- 長女・ちかゑ（1892年生） ‐ 今村明光の妻。三輪田高女卒。[18]
- 長男・平井正民（1897年生） ‐ 陸軍軍医大佐。岳父の西巻豊佐久（-1910）は米国留学中の1877年、苦学生仲間と米国における日本人初のキリスト教団体「福音会」をサンフランシスコで設立した人物で、帰国後1883年に横浜正金銀行に入り、1893年上海出張所初代主任、1906年ロンドン支店支配人を経て帰国後本店副支配人を務めた[28][29]。
- 二女・美代（1901年生） ‐ 太田広太郎の妻。東京女高師付属高女卒。娘婿に久須美康馬。[18]
- 三女・勇子（1906年生） ‐ 稲森実(大蔵省官僚）の妻。東京女高師付属高女卒。[18]
- 五女・幸（1915年生） ‐ 本多紀元(大蔵技師・通商産業技官)の妻。東京女高師付属高女卒。[18][30]